# C-a-f-f-e-e

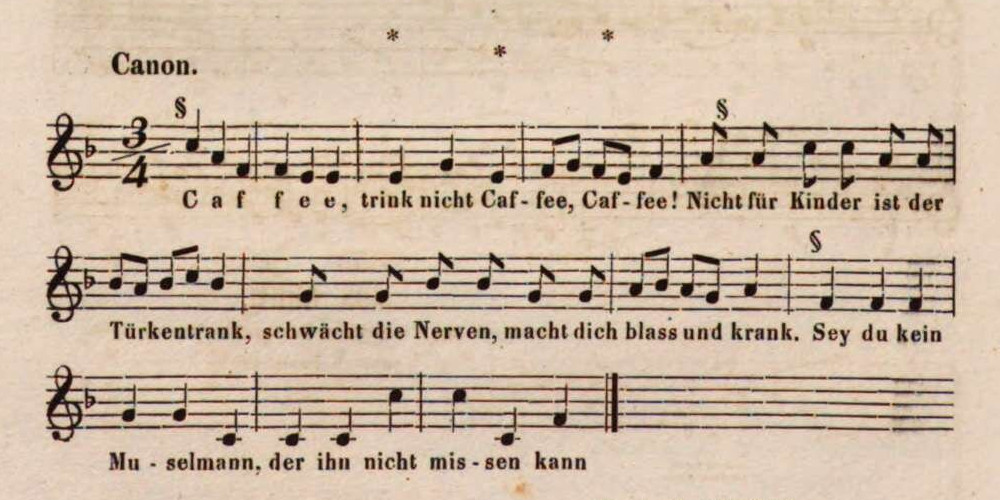
C-a-f-f-e-e, frühester bekannter Druck von 1846

C-a-f-f-e-e ist ein Kanon zu drei Stimmen im Einklang. Die Melodie und den Text des Liedes schuf Carl Gottlieb Hering (1766–1853) vor 1846. Die gelegentlich zu findende Angabe, das Lied sei 1810 entstanden, ist zwar plausibel, aber nicht belegt.
Obwohl das Lied in Herings eigenen Publikationen nicht nachzuweisen ist, ist seine Autorschaft u. a. durch seinen Enkel Richard Hering belegt: „Dass M. Hering […] auch die musikalische Formkunst in hervorragender Weise beherrschte, zeigen neben anderen Werken besonders seine 6-, 5-, 4- und 3stimmigen Kanons, deren einer – 3stimmiger Anti-Caffee-Kanon – auf einem mit den Tönen C, A, F, F, E, E beginnenden Thema aufgebaut ist.“ Das Lied wurde 1846 in einem Album zum Gedenken an Ludwig van Beethoven gedruckt. Da die Beiträge in diesem Album von den Komponisten selbst eingesandt wurden – Hering ist im Register als „Einzeichner“ genannt –, ist die dort gedruckte Fassung als authentisch anzusehen. Frühere Drucke sind nach Recherchen des Deutschen Volksliedarchivs derzeit nicht nachzuweisen.

## Inhalt und geschichtlicher Hintergrund
Carl Gottlieb Hering, Oberlehrer im sächsischen Zittau, schrieb wie bei Morgen, Kinder, wird’s was geben die Melodie des Liedes. Der Text ist eine Warnung vor Konsum von Kaffee, der nichts für Kinder sei, weil das Getränk sie schwach und blass aussehen ließe. Ein genereller Gegner des Kaffees dürfte Hering jedoch nicht gewesen sein, wie sein Loblied auf den Kaffee für Frauenzimmer („Kaffeechen, du himmlischer Trank“) nahelegt.

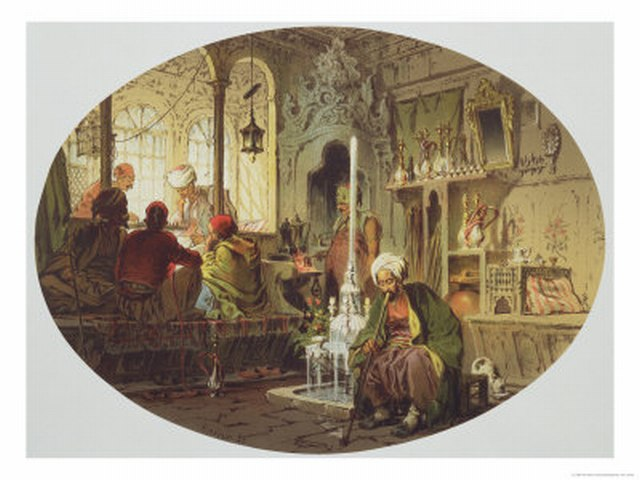
Amedeo Preziosi: Ottomanisches Kaffeehaus (1862). Türkische Kaffeekultur war in der orientalistischen Kunst ein beliebtes Motiv.

Der Kaffee war im 17. Jahrhundert aus dem Osmanischen Reich nach Zentraleuropa gelangt. Die ersten Kaffeehäuser in Deutschland wurden in den 1670er Jahren gegründet, das erste Wiener Kaffeehaus 1685. Schon 1734 setzte Johann Sebastian Bach dem ausufernden Kaffeegenuss seiner sächsischen Landsleute in seiner „Kaffeekantate“ Schweigt stille, plaudert nicht BWV 211 ein ironisches Denkmal. Dass die Handelswege des Kaffees im 19. Jahrhundert über die Türkei nach Mitteleuropa führten und dieser dort lange Zeit primär mit türkischem Mokka identifiziert wurde, erklärt die Bezeichnung „Türkentrank“ – einen Begriff, für den das Grimmsche Wörterbuch Herings Kanontext als einzigen Beleg anführt. Die Verwendung dieser Wortwahl wird in der Literatur unterschiedlich gewertet. Die Publizistin Ulla Heise befindet, Hering habe „fremdenfeindliche Tendenzen“ dabei nicht im Sinn gehabt, seine Beweggründe seien vielmehr einerseits medizinischer Natur gewesen, andererseits habe er die wirtschaftliche Lage im Dreiländereck im Blick gehabt, in der viele Kinder aktiv am Kaffeeschmuggel beteiligt waren. Demgegenüber verweist die Literaturwissenschaftlerin Kathrin Wittler darauf, dass der Text mit dem Negativbeispiel des „kranken Türken“ in einer langen Tradition stehe (die später in dem Wort vom „kranken Mann am Bosporus“ gipfelte) und sich damit als Produkt des Orientalismus des 18. und 19. Jahrhunderts erweise.

## Melodie
Die Melodie ist in der heute üblichen Form wiedergegeben, die vom Original an einigen Stellen abweicht.
Der Textanfang „C – a – f – f – e – e“ ist dabei den Noten c, a, f, f, e und e unterlegt, die auf diese Weise zu einem Tonsymbol werden, ähnlich den Motiven B-A-C-H oder DSCH. Das entspringt Herings pädagogischem Ansatz, Kindern mit einfachen Liedern und Kanons die Grundlagen der Musiklehre nahezubringen. So komponierte er einen Kanon Bald in Vierteln, bald in Achteln singen wir, in dem der Text mit den benannten Notenwerten korrespondiert. Die Idee, das Lernen von Notennamen mit den entsprechenden Melodietönen zu verbinden, findet sich schon im 11. Jahrhundert in Guido von Arezzos pädagogischem Einsatz des Johannes-Hymnus Ut quaeant laxis zum Erlernen der Solmisationssilben. Einen ähnlichen Ansatz verfolgt Eusebius Mandyczewski mit seinen Intervall-Kanons.
Das Motiv c, a, f, f, e, e war auch von anderen Komponisten verwendet worden. Eduard Marxsen, der Lehrer von Johannes Brahms, veröffentlichte 1831 eine Phantasia alla Moda über dieses Thema. Hieronymus Payer komponierte 1844 zum 200-jährigen Jubiläum der Einfuhr des Kaffees nach Europa unter dem Titel Camellien Variationen „über das beliebte Buchstaben-Thema C, A, F, F, E, E“. Da die Entstehungszeit von Herings Kanon nicht gesichert ist, kann derzeit keine Aussage darüber getroffen werden, ob die genannten Komponisten von dem Kanon angeregt wurden oder ob umgekehrt Hering das Thema von einer der Kompositionen aufgriff.

## Text
Originaltext:

C a f f e e,

trink nicht Caffee, Caffee!

Nicht für Kinder ist der Türkentrank,

schwächt die Nerven, macht dich blass und krank.

Sey du kein Muselmann,

der ihn nicht missen kann
      Heute üblicher Text:

C-a-f-f-e-e,

trink nicht so viel Caffee!

Nicht für Kinder ist der Türkentrank,

schwächt die Nerven, macht dich blass und krank.

Sei doch kein Muselmann,

der ihn nicht lassen kann!
Wegen der heute als despektierlich und potentiell türkenfeindlich verstandenen Begriffe „Türkentrank“ und „Muselmann“ wurden in jüngerer Zeit auch im Sinne einer diskriminierungsfreien Sprache entschärfte Textversionen vorgeschlagen. So ist in einem verbreiteten Schulliederbuch einfach von „heißem Trank“ die Rede. Eine andere Textversion lautet:
C-a-f-f-e-e,

trink nicht so viel Caffee!

Nicht für Kinder ist der schwarze Trank,

schwächt die Nerven, macht dich blass und krank.

Sei doch kein dummer Mann,

der ihn nicht lassen kann!
Eine Umdichtung mit der Zeile „… ich trink so gern Kaffee …“ stammt von Hans Grischkat. Eine weitere Umdichtung als CAFFEE-Protestkanon, der die Notwendigkeit von fair gehandeltem Kaffee postuliert, schuf der Religions- und Musikpädagoge Siegfried Macht.

## Rezeption
Der Kanon wird bis heute in Kindergärten und in der Grundschule gesungen. Er eignet sich auch zur Verwendung in Kanon-Quodlibets mit anderen Kanons gleicher metrischer Struktur wie Himmel und Erde müssen vergehn und Es tönen die Lieder. Auch die Kanons Heut’ kommt der Hans zu mir, Lasst uns jauchzen, lasst uns singen und Drei Gäns im Haberstroh sowie das Volkslied Hab’ mein’ Wage vollgelade wurden zum Quodlibet kombiniert. Der Komponist Rupert Doppelbauer ergänzte das Quodlibet durch ein Ostinato.
Bearbeitungen schufen u. a. Gerhard Maasz als Eine kleine Vespermusik über C-a-f-f-e-e für Chor und Kammerensemble und Kees Vlak als C-a-f-f-e-e variations. Im von Tomi Ungerer illustrierten Großen Liederbuch ist der Kanon mit einer zusätzlichen Bassstimme von H. R. Witzig abgedruckt.